# William Lane (cónego)
William Lane (fl. Século 15) foi um cónego de Windsor de 1403 a 1404.

## Carreira
Ele foi nomeado:
- Capelão da Capela Livre do Rei no Castelo de Southampton 1392
- Arcipreste do Oratório da Santíssima Trindade, Barton, Ilha de Wight 1392
- Mestre do Hospital de São Marcos, Billeswyk, Bristol 1393
- Prebendário de Santo Estêvão de Westminster, 1395 - 1402
- Prebendário de Carlton Kyme em Lincoln 1402

Ele foi nomeado para a primeira bancada na Capela de São Jorge, o Castelo de Windsor, em 1403, e ocupou a posição canónica até 1404.